# Aitos
Aytos é um município da Bulgária localizado na província de Burgas.
Possui 30 420 habitantes (31/12/2008).

## População
| Aitos | Aitos | Aitos | Aitos | Aitos | Aitos  | Aitos  | Aitos  | Aitos  | Aitos  | Aitos  | Aitos  | Aitos  | Aitos  | Aitos  | Aitos  | Aitos  | Aitos  | Aitos  | Aitos  |
| --- | ----- | ----- | ----- | ----- | ------ | ------ | ------ | ------ | ------ | ------ | ------ | ------ | ------ | ------ | ------ | ------ | ------ | ------ | ------ |
| Ano | 1887  | 1910  | 1934  | 1946  | 1956   | 1965   | 1975   | 1985   | 1992   | 2001   | 2002   | 2003   | 2004   | 2005   | 2006   | 2007   | 2008   | 2009   | 2010   |
| População |       |       |       | 9 929 | 13 914 | 17 766 | 20 949 | 23 115 | 22 401 | 21 339 | 21 300 | 21 302 | 21 077 | 21 038 | 21 001 | 20 948 | 20 913 | 21 015 | 21 067 |
| Fontes: Instituto Nacional de Estatísticas, „citypopulation.de“, „pop-stat.mashke.org“, Bulgarian Academy of Sciences |       |       |       |       |        |        |        |        |        |        |        |        |        |        |        |        |        |        |        |